# FOREVER (S.H.Eのアルバム)
『FOREVER』（フォーエヴァー）は、台湾の女性ヴォーカルトリオ、S.H.Eのアルバム。
S.H.Eの2作目となるベストアルバム（アルバムとしては通算9作目）である。

## 収録曲

### CD
1. 觸電（新曲）
2. Ring Ring Ring（新曲）
3. 我們怎麼了（新曲）
4. 紫藤花（新曲）
5. Goodbye My Love（新曲）
6. Super Star
7. 天灰
8. 獨唱情歌（SelinaとTankのデュエット）
9. 花都開好了
10. I.O.I.O
11. 候鳥
12. 不想長大
13. 波斯貓
14. 他還是不懂
15. 星光
16. 一眼萬年
17. 月桂女神
18. 痛快

### DVD
1. 觸電 MV
2. Ring Ring Ring MV
3. Super Star MV
4. 波斯貓 MV
5. 我愛你 MV
6. 星光 MV
7. 不想長大 MV
8. Super Model 舞蹈教學